# Karabük
Karabük és una ciutat situada al nord de Turquia i capital de la província de Karabük, a uns 200 km de la ciutat d'Ankara. Té una població de 105.159 habitants (2007). La província de Karabük és una de les més noves de Turquia. Fins al 1995, pertanyia a la província de Zonguldak.

## Economia
A Karabük es troba una de les empreses productores d'acer de Turquia, Kardemir. A més, compta amb els seus propis recursos de dolomita i pedra calcària, mentre que el carbó blanc i el manganès es porta des de Zonguldak i el ferro, de Divriği. Tot això permet que la indústria de Karabük, encara que senzilla, sigui variada. Aquesta inclou una bateria de coc, alts forns i una fosa. També existeixen plantes químiques que produeixen àcid sulfúric i fosfats. Prop de la ciutat es troben les mines de carbó de Zonguldak.